# Charlotte Norrie
Helga Charlotte Norrie, de soltera Harbou, (Hamburgo-Altona, Dinamarca, 12 de octubre de 1855- Copenhague,19 de diciembre de 1940) fue una enfermera danesa, activista por los derechos de la mujer y educadora. Además de una de las principales contribuyentes al desarrollo de la enfermería como una profesión aceptable para las mujeres. Además hizo campaña por los derechos de las mujeres, especialmente por el derecho al voto femenino.

## Biografía
Norrie era hija del mayor general Johannes Wilhelm Anthonius Harbou y su esposa filántropa Louise Ulrikke Mariane, de soltera Hellesen. Pasó sus primeros años en Altona y Rendsburg, y después en 1863 se mudó a Copenhague. Durante tres años, desde 1877 hasta 1880, trabajó como institutriz en Juulskov Manor en la isla de Fionia. En 1880 se convirtió en aprendiz de enfermería en el Hospital Almindelig de Copenhague (Hospital General) bajo la dirección del médico jefe Ludvig Israel Brandes. Para un año más tarde completar su educación en enfermería en el Dronning Louises Børnehospital (Hospital Infantil de Queen Louise)

## Trayectoria profesional
Con el apoyo de su esposo, en 1883 impartió cursos de enfermería en habilidades básicas y tratamiento de primeros auxilios. Juntos enseñaron a más de 500 mujeres, muchas de las cuales procedían de los intereses filantrópicos de su madre. Norrie además se convirtió en crítica de los bajos estándares de capacitación hospitalaria para enfermeras, criticando específicamente el enfoque deficiente de la Cruz Roja Danesa. Ya en 1888, hizo públicas sus ideas para establecer una escuela de enfermería privada en Ugeskrift for Læger, donde proponía extender la enfermería como profesión digna para las mujeres de clase media. Sin embargo, no fue hasta 1910 que se abrió el primer centro de formación de enfermeras de Dinamarca en el Rigshospitalet restablecido, un hospital dirigido por el estado danés. Norrie también desarrolló intereses más amplios en el bienestar de las mujeres, uniéndose a Foreningen Kvindernes Bygning (Asociación de Mujeres de la Construcción). A finales de la década de 1890, se convirtió en miembro del comité de la rama de Copenhague de la organización de derechos de la mujer Dansk Kvindesamfund, donde se desempeñó como vicepresidenta de 1900 a 1901. En 1899, junto con Elly Nienstædt, fundó Dansk Kvinderåd (El Consejo Danés de Mujeres) que pronto se conocería como Danske Kvinders Nationalråd (DKN), donde trabajó primero como secretaria y luego como presidenta hasta 1909. A través del Danske Kvindeforeningers Valretsudvalg (Comité de sufragio de las asociaciones de mujeres danesas), que fundó en 1898, luchó por el derecho al voto no solo de las mujeres que se mantienen a sí mismas, sino también de las esposas dependientes. En el congreso de 1899 del Consejo Internacional de Mujeres en Londres, Norrie se convirtió en cofundadora del Consejo Internacional de Enfermeras (CIE). A pesar de sus esfuerzos por establecer una organización danesa para mejorar las condiciones laborales y de formación de las enfermeras, solo pudo dirigir el Dansk Sygeplejeråd (Consejo danés de enfermeras) durante unos meses, enfrentándose a la creciente oposición de las enfermeras del hospital que pedían una enfermera totalmente cualificada. para convertirse en su líder. Como resultado, centró sus intereses en el sufragio femenino y ayudó a fundar la Alianza Internacional de Mujeres en 1904 en Berlín . 
En 1907, se convirtió en cofundadora y miembro de Danske Kvinders Forsvarsforening (Asociación Danesa de Defensa de las Mujeres), que presidió hasta 1915, elevando el número de miembros a unas 50.000. Luego fundó el Kvinde-Vælger-Klubberne (Clubes de mujeres votantes sin partido) diseñado para alentar a las mujeres a presentarse a las elecciones. 
Entre 1920 y 1927, Norrie volvió a la profesión de enfermería y la pedagogía en la Escuela Ejra, que enseñaba enfermería y cuidados de emergencia. Ya en la década de 1880, había dado voz a la idea del servicio militar obligatorio femenino, y fue esta idea la que la hizo volverse a la escuela Ejra. Creía que la lucha de las mujeres por la igualdad de derechos también incluía la igualdad de derechos frente al estado y la sociedad. Como conciudadanas, deberían participar en diversas formas de servicio comunitario voluntario y no remunerado.Esto iba a ser una especie de contraparte del servicio militar obligatorio, que a partir de 1919 ella creía que debería incluir a las mujeres.
Charlotte Norrie murió en Copenhague el 19 de diciembre de 1940 y está enterrada en Helsingør.